# Juan José Tramutola
Juan José Tramutola (21 d'octubre de 1902 - 30 de novembre de 1968) fou un entrenador argentí.

## Selecció de l'Argentina
Va formar part de l'equip argentí a la Copa del Món de 1930 com a entrenador. Juan José Tramutola també entrenà el CA Boca Juniors i Ferrocarril Oeste.